# Kirjat Ono
Kirjat Ono (Hebreeuws: קִרְיַת אוֹנוֹ) is een Israëlische stad in het Tel Aviv district. En telt ongeveer 43.200 inwoners in 2022.
Drachten heeft een stedenband met Kirjat Ono. In de Drachtster wijk De Singels ligt het Kiryat Onoplein.
In het jaar 2009 leed de stedenalliantie onder een diplomatieke crisis. Een komische late night show in GLZ Radio (het IDF-radiostation) hield een campagne voor het behoud van de zusterstedenovereenkomst. Uiteindelijk werd de crisis opgelost.

## Bekende personen uit Kirjat Ono
- Yona Wallach (1944-1985), dichteres